# رقاد (السياني)

تعديل مصدري - تعديل

رقاد هي إحدى قرى عزلة النقيلين بمديرية السياني التابعة لمحافظة إب، بلغ تعداد سكانها 538 نسمة حسب تعداد اليمن لعام 2004.